# Ayumu Tachibana
Ayumu Tachibana (立花 歩夢 Tachibana Ayumu?, nacido el 4 de noviembre de 1995 en Kanagawa) es un futbolista japonés que juega como delantero en el Preston Lions F. C.

## Trayectoria

### Clubes
| Club                    | País      | Año       |
| ----------------------- | --------- | --------- |
| Yokohama FC             | Japón     | 2018-2019 |
| Tombense F. C. (cedido) | Brasil    | 2019      |
| Preston Lions F. C.     | Australia | 2020-     |

## Estadística de carrera

### J. League
| Club        | Año   | J. League | J. League | Copa J. League | Copa J. League | Total | Total |
| Club        | Año   | Part.     | Goles     | Part.          | Goles          | Part. | Goles |
| ----------- | ----- | --------- | --------- | -------------- | -------------- | ----- | ----- |
| Yokohama FC | 2018  | 4         | 0         | -              | -              | 4     | 0     |
| Total       | Total | 4         | 0         | 0              | 0              | 4     | 0     |